# Ouro Negro - A Saga do Petróleo Brasileiro
Ouro Negro - A Saga do Petróleo Brasileiro é um filme brasileiro de 2009, do gênero drama épico, dirigido por Isa Albuquerque.

## Sinopse
O filme trata da aventura da descoberta do petróleo no Brasil a partir dos anos 10, e dos pioneiros idealistas.

## Elenco
- Danton Mello.... João Martins
- Thiago Fragoso.... Pedro Gosch
- Luiza Curvo.... Luísa Gosch Martins
- Maria Ribeiro.... Camila Camargo Mattos
- Odilon Wagner.... dr. José Gosch
- Chico Diaz.... Vicente Camargo
- Malu Galli.... Mariana Amorim Gosch
- Daniel Dantas.... Inocêncio Amorim
- Felipe Kannenberg.... Otto Manheimer
- Felipe Latgé.... Pedro Gosch (10 anos)
- Marília Passos.... cantora

## Personagens principais
José Gosch
Alemão que veio para o Brasil e radicou-se em Riacho Doce (Alagoas), onde realizou pesquisas por treze anos; preparava-se para tentar a perfuração de um poço quando foi assassinado em 1918, em circunstâncias nunca esclarecidas.
João Martins
Afilhado de José Gosch, filho bastardo do sócio Inocêncio Amorim; é um personagem fictício que sintetiza a trajetória dos pioneiros do petróleo como Monteiro Lobato, Oscar Cordeiro, Manoel Bastos, e também do espírito empreendedor, idealista e nacionalista de uma época.
Luisa Gosch
Personagem fictícia que representa as mulheres tradicionais da época, voltadas para a casa, o marido, os filhos; casa-se com João Martins, por quem era apaixonada desde criança.
Pedro Gosch
Filho de José Gosch, representa os técnicos do governo federal na área de pesquisa do petróleo que realizaram importantes pesquisas de campo para o Departamento Nacional de Pesquisas Minerais (DNPM).
Dr. Harold Moore
Estadunidense radicado no Brasil,  fundador do Serviço de geologia no país.
Otto Manheimer
Geólogo Lituano, é um técnico estrangeiro que trabalha para órgãos ligados à pesquisa de minerais no Brasil e desenvolve teses contrárias à descoberta do petróleo no país.
Paulo Mattos
Aviador cearense que participou de um vôo pioneiro transatlântico, aclamado como herói, passou a se interessar pela questão do petróleo. É Marido de Camila Camargo.
Vicente Camargo
Inspirado em militares nacionalistas, que tiveram participação decisiva para a nacionalização do petróleo durante o governo Vargas; durante sua luta, questiona porque técnicos do Serviço de Geologia negavam a existência de petróleo no Brasil.
Inocêncio Amorim
Sócio traidor de José Bach, ganha poderes em parceria com Otto Manheimer.
Camila Camargo
Personagem fictícia que representa as mulheres mais arrojadas dos anos 30, na vida pessoal e profissional; é casada com o aviador Paulo Mattos e, após a sua morte, assume a causa do petróleo e torna-se amante de João Martins.